# 班戈 (圭内斯)
班戈是英国威尔士圭内斯的一个城市，是英国最小的城市之一，2001年人口为13,725人。濒临梅奈海峡，与安格尔西岛隔海相望。境内拥有一所班戈大学。足球运动员出生于此。